# Vilallonga
|  | Per a altres significats, vegeu «Vilallonga (desambiguació)». |

Vilallonga (oficialment Vilallonga/Villalonga) o Vilallonga de la Safor és un municipi del País Valencià situada a la comarca de la Safor. Villalonga és una vila que es remunta a l'època musulmana i que va ser reconquistada per Jaume I en 1248. En 1250, el rei va atorgar la Carta Pobla de Villalonga, que va establir els drets i privilegis dels habitants de la vila. A través dels segles, Villalonga ha experimentat un creixement i desenvolupament significatius, convertint-se en un important centre agrícola i comercial de la Safor.

## Geografia
Està situada en l'extrem sud-est de la província de València, en els vessants septentrionals de la serra de la Safor, que fa de límit amb la comarca de la Marina Alta i la província d'Alacant. El relleu està format per una vall espaiosa per on discorre el riu Serpis, en direcció nord-est, cap a al mar Mediterrani.
El clima de Villalonga és mediterrani.
Des de València, s'accedix a Villalonga, per carretera, a través de la N-332 per a enllaçar després amb la CV-680.

## Història
Els vestigis més antics que coneixem en aquest terme municipal es troben concentrats majoritàriament a la zona del Pla de la Llacuna i consisteixen en diversos assentaments a l'aire lliure en els quals s'han documentat restes materials pertanyents al període Paleolític Superior així com altres materials relacionats amb el període Mesolític. El jaciment de Les Coves del Pastor –jaciment actualment destruït– ha estat objecte d'estudis recents i ha estat datat en el període eneolític, moment en què la cavitat va ser utilitzada amb finalitats funeràries segons els materials trobats fins al moment. El jaciment de la Cova del Racó del Duc ha d'haver estat utilitzat en diverses èpoques com a cova refugi ja que les característiques geomorfologiques de la mateixa no ofereixen condicions idònies per a fer-la habitable.
Es comenta el troballa de restes òssies humanes pel que tampoc és descartable la seua utilització amb finalitats funeràries en època eneolítica. Entre els materials a destacar s'han trobat punxons d'os, ceràmica amb decoració pentinada així com diversos nòduls de sílex i diversos restes ceràmics des de època eneolítica fins a l'època islàmica.
Jaume I va conquerir les terres valencianes durant el seu llarg regnat (1213-1276). El Rei Jaume va conquerir la vall al mes d'agost de 1240. Va cedir el castell de Villalonga, cases i terres, habitades per moriscos a Diego López III de Haro, senyor de Biscaia.
Pocs anys més tard els drets van ser traspassats a Arnau Llansol de Romaní, fill d'Arnau Berenguer Llansol, senyor de Romaní. Els seus descendents van ser els senyors de Villalonga. Van conservar la propietat durant gairebé tres segles i mig, fins a 1603.
En aquesta data, la Baronia de Villalonga, és adquirida per Pere Franqueza Esteve, qui és ennoblert per Felip III amb el títol de Comte de Villalonga.
En 1606 el Comte cau en desgràcia, és processat, empresonat i les seues propietats són confiscades. Per administrar aquest patrimoni, la Reial Audiència de València nomena Jaume Beltrán, qui delega les seues funcions sobre Villalonga a un ciutadà de Gandia Vicent Cutanda, el qual pren possessió de la vall el 21 de gener de 1607.
L'actual població de Villalonga està formada a partir de carrers musulmans com a caserius primitius alguns dels quals s'anomenen: Cais, La Font i l'Alcúdia; en aquests carrers s'aglutina la població després de l'expulsió dels moriscos, deixant despoblats altres caserius existents fins aleshores i que es deien Ràfol, Buixarques, Ximach, El Reconc, l'Almàssita, la Plaça i Recunxent.
Un document de 1607 permet determinar la relació completa dels últims moriscos de Villalonga i la seua distribució en els diferents llocs. Es pot estimar una població de 1000 habitants en la Vall de Villalonga en dit any.

Les cases i terres de la vall de Villalonga, abandonades pels moriscos en 1609, van ser repoblades. La Carta Pobla és un document notarial, subscrit el 26 de gener de 1612 per les persones que a partir d'aquest moment anaven a accedir al domini útil de les cases i terres de la vall.
Els cognoms dels primers pobladors cristians van ser els següents:
Bas de Mezquida, Carbó, Castellolí, Cifré, Coll, Estruch, Faus, Fuster, García, Glaudio, Iváñez, Joan, López, Martí, Martínez, Més, Mascarell, Moratal, Navarro, Puig, Reig, Roch, Rocher, Ros, Sanchis, Serra i Tarrasó.
El cens de població detalla una relació de 58 veïns, que ocupaven altres tantes cases. Un estudi molt detallat de Salvador Rocher Tarrasó precisa que la població a Villalonga en aqueix any era de 256 persones.
La genealogia dels habitants de Villalonga, des de 1630 es pot obtenir a partir de la informació de l'Arxiu Parroquial, amb els registres de naixements, matrimonis i defuncions.

## Evolució demogràfica
| 1981  | 1990  | 1992  | 1994  | 1996  | 1998  | 2000  | 2002  | 2004  | 2006  | 2007  | 2014  |
| ----- | ----- | ----- | ----- | ----- | ----- | ----- | ----- | ----- | ----- | ----- | ----- |
| 3.730 | 3.655 | 3.564 | 3.583 | 3.649 | 3.649 | 3.639 | 3.550 | 3.996 | 3.984 | 4.141 | 4.449 |

## Economia
Quant a l'agricultura, el terreny conreat a Villalonga es repartix entre el secà, on es conreen oliveres i arbres fruiters, i el regadiu, amb tarongers i hortalisses.
L'exportació de taronges, la fabricació de ceràmica i materials de construcció, i la producció de l'empresa de dolços Dulcesol constituïxen la principal font de riquesa de la població.
També hi ha ramaderia, així com algunes granges avícoles.
Pel que fa al comerç, destaca el centre comercial del Passeig Prebisteri Giner, on hi ha alguns bars, entitats bancàries (Bankia, La Caixa i Banesto) i un supermercat de la cadena Mercadona, agències de viatges, immobiliàries i quioscs de premsa.

## Política i govern

### Composició de la Corporació Municipal
El Ple de l'Ajuntament està format per 11 regidors. En les eleccions municipals de 26 de maig de 2019 foren elegits 5 regidors del Partit Socialista del País Valencià (PSPV-PSOE), 2 de Compromís per Villalonga (Compromís), 2 del Partit Popular (PP) i 2 de Fer Poble (FP).
| Eleccions municipals de 26 de maig de 2019 - Vilalonga                                                                                          |                                          |                                     |                                     |        |          |          |
| Candidatura | Candidatura                              | Candidatura                         | Cap de llista                       | Vots   | Vots     | Regidors |
| | Partit Socialista del País Valencià-PSOE |                                     | Enric Llora Miñana                  | 975    | 40,19%   | 5 (-1)   |
| | Compromís per Vilallonga                 |                                     | Domingo Garcia Pérez                | 576    | 23,74%   | 2 ()     |
| | Partit Popular                           |                                     | Roman Garrigós Mascarell            | 449    | 18,51%   | 2 (-1)   |
| | Fer Poble                                |                                     | Alícia Gomis Ribes                  | 401    | 16,53%   | 2 (+2)   |
| | Vots en blanc                            |                                     |                                     | 25     | 1,03%    |          |
| Total vots vàlids i regidors | Total vots vàlids i regidors             | Total vots vàlids i regidors        | Total vots vàlids i regidors        | 2.426  | 100 %    | 11       |
| | Vots nuls                                | Vots nuls                           | Vots nuls                           | 43     | 1,74%    |          |
| Participació (vots vàlids més nuls) | Participació (vots vàlids més nuls)      | Participació (vots vàlids més nuls) | Participació (vots vàlids més nuls) | 2.469  | 74,70%** |          |
| Abstenció | Abstenció                                | Abstenció                           | Abstenció                           | 836*   | 25,30%** |          |
| Total cens electoral | Total cens electoral                     | Total cens electoral                | Total cens electoral                | 3.305* | 100 %**  |          |
| Alcalde: Domingo García Pérez (Compromís) (15/06/2019) Per majoria absoluta dels vots dels regidors (6 vots: 2 de Compromís, 2 de PP i 2 de FP) |                                          |                                     |                                     |        |          |          |
| Fonts: JEC, JEZ Gandia, M. Interior, Periòdic Ara. (* No són vots sinó electors. ** Percentatge respecte del cens electoral.)                   |                                          |                                     |                                     |        |          |          |

### Alcaldes
Des de 2019 l'alcalde de Vilallonga és Domingo Garcia Pérez que es va presentar per Compromís per Vilallonga (Compromís).
| Període                       | Alcalde o alcaldessa                                                      | Partit polític  | Data de possessió | Observacions                        |
| ----------------------------- | ------------------------------------------------------------------------- | --------------- | ----------------- | ----------------------------------- |
| 1979–1983                     | Alfredo Giner Mascarell                                                   | PCE             | 19/04/1979        | --                                  |
| 1983–1987                     | José Martí Ribes                                                          | PSPV-PSOE       | 28/05/1983        | --                                  |
| 1987–1991                     | Fernando Sendra Miñana                                                    | AIV             | 30/06/1987        | --                                  |
| 1991–1995                     | Fernando Sendra Miñana                                                    | AIV             | 15/06/1991        | --                                  |
| 1995–1999                     | Fernando Sendra Miñana                                                    | AIV             | 17/06/1995        | --                                  |
| 1999–2003                     | María Josefa Sánchez Pérez Fernando Sendra Miñana Juan Bautista Ros Pavía | PSPV-PSOE GM AI | 03/07/1999        | Moció de censura Pacte de govern -- |
| 2003–2007                     | Juan Bautista Ros Pavía                                                   | PP              | 14/06/2003        | --                                  |
| 2007–2011                     | Juan Bautista Ros Pavía                                                   | PP              | 16/06/2007        | --                                  |
| 2011–2015                     | Enric Llorca Miñana                                                       | PSPV-PSOE       | 11/06/2011        | --                                  |
| 2015–2019                     | Enric Llorca Miñana                                                       | PSPV-PSOE       | 13/06/2015        | --                                  |
| 2019-2023                     | Domingo García Pérez                                                      | Compromís       | 15/06/2019        | --                                  |
| Des de 2023                   | n/d                                                                       | n/d             | 17/06/2023        | --                                  |
| Fonts: Generalitat Valenciana |                                                                           |                 |                   |                                     |

## Monuments
- Església Parroquial. Construïda l'any 1719 es va inaugurar el 6 de novembre de 1757.
- Ermita de Sant Antoni Abat.
- Capella de la Mare de Déu de la Font
- La font dels setze "xorros".